# Upshire
Upshire is een plaats in het Engelse graafschap Essex. Het dorp behoort tot de civil parish Waltham Abbey. In het dorp bevindt zich een uit 1901 stammende kerk, gewijd aan de apostel Thomas. Tegenover de kerk bevindt zich de Village Hall. In een veld iets ten noorden van het dorp staat Queen Boadicea's Obelisk, die volgens de lokale traditie de plaats aanduidt waar de Keltische koningin Boudicca na de slag tussen Boudicca en Paulinus overleed.
Upshire was de laatste woonplaats van Britse televisiepersoonlijkheid Jade Goody.

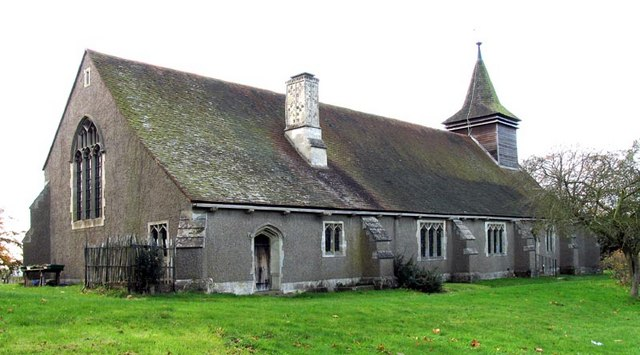
Thomaskerk
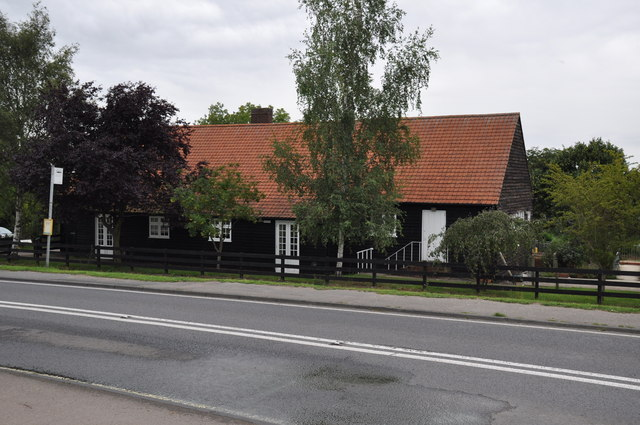
Village Hall
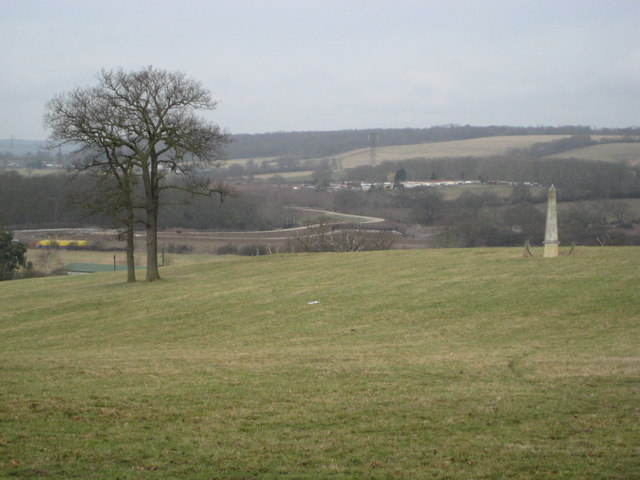
Bouddica's obelisk